# 渦浦村
渦浦村（うずうらむら）は、1899年（明治32年）に成立し、1954年（昭和29年）まで愛媛県越智郡にあった村である。
1899年（明治32年）に亀山村から分離して成立。1954年（昭和29年）に大山村の一部、津倉村、亀山村、渦浦村の4箇村の合併で吉海町になり、自治体としては消滅した。後に吉海町は平成の大合併で今治市と越智郡11箇町村の合併で今治市となり、現在に至っている。

## 地理
現在の今治市の島嶼部にある大島の南西部及び来島海峡に位置する島嶼群からなる。来島海峡をはさんで旧今治市街や今治港に対する。
村名の由来
大字椋名の渦浦八幡宮、ないしは来島海峡に渦巻く「八幡渦」にちなむ。
島
津島、馬島（以上有人島）。以下、無人島　大突間島、武志島、小武志島、毛無島、中渡島
馬島は1955年（昭和30年）に今治市に編入。

## 社会

### 地域・集落
分立以前の2大字をそのまま継承、合併し吉海町になっても継承された。吉海町成立後の1955年（昭和30年）にではあるが、大字椋名のうち、馬島の地域は地理上の理由から境界変更し今治市に編入された。
津島（つしま）、椋名（むくな）
なお、現在、今治市になってからの地名表記は「吉海町」に旧の大字を続ける。大字は省く。（例）今治市吉海町椋名

### 行政

#### 庁舎
役場は椋名に置かれた。

## 人口
- 明治37年　332戸、1781人
- 大正10年　319戸、1858人
- 昭和25年　391戸、1906人。

## 歴史
下記以外の歴史については大島および吉海町の記事を参照のこと。
藩政期には今治藩領であった。

### 村の沿革
- 1889年（明治22年） 12月15日 - 町村制施行により、臥間、南浦、名、正味、津島、椋名の6か村が合併して、越智郡亀山村発足。役場を大字名（みょう）におく。
- 明治30年以降、武志島・中渡島などを開拓し桃・梨・リンゴを栽培[1]。
- 1899年（明治32年） - 大字津島及び大字椋名の一部が渦浦村として分立。

小学校の統合問題や地理的要因などが原因とされる。
- 大正4年　火内鼻を開拓し除虫菊を栽培[1]。
- 1954年（昭和29年）3月31日 - 大山村の一部、津倉村、亀山村、渦浦村の4か村の合併で吉海町となり、渦浦村は自治体としての歴史を閉じる。
- 1955年（昭和30年）8月1日 - 大字椋名の一部　馬島が境界変更により今治市に編入される。

```
渦浦村の系譜
（町村制実施以前の村）　（明治期）　　　　　　　　　（昭和の合併）　（平成の合併）
　　　　　　　　　　　　町村制施行時
本庄　━━━━┓
八幡　━━━━┫
幸新田━━━━╋━━━津倉村━━━━━━━━━━━┓
仁江　━━━━┛　　　　　　　　　　　　　　　　　┃昭和29年3月31日
臥間　━━━━┓　　　　　　　　　　　　　　　　　┃合併・町制施行
南浦　━━━━┫　　　　　　　　　　　　　　　　　┣━吉海町━━┳━━━┓
名　　━━━━╋━━━亀山村━┳━━━━━━━━━┫　　　　　　┃　　　┃
正味　━━━━┫　　　　　　　┃あ　　　　　　　　┃　　　　　　う　　　┃
椋名　━━━━┫　　　　　　　┗渦浦村━━━━━━┫　　　　　　　　　　┃
津島　━━━━┛　　　　　　　　　　　　　　　　　┃　　　　　　　　　　┃
福田　━━━━┓　　　　　　　　　　　　　　　　　┃　　　　　　　　　　┃
泊　　━━━━┫　　　　　　　　　　　　　　　　　┃　　　　　　　　　　┃
田浦　━━━━┫　　　　　　　　　　　　　　　　　┃　　　　　　　　　　┃
早川　━━━━╋━━━大山村━━━━━━━━━━━┫　　　　　　　　　　┃
余所国━━━━┛　　　　　　　　　　　　　　　　い┃　　　　　　　　　　┃
宮浦　━━━━┓　　　　　　　　　　　　　　　　　┃　　　　　　　　　　┃
　　　　　　　┣━━━宮窪村━━━━━宮窪町━━━┻━━━━━━━━━━┫
友浦　━━━━┛　　　　　　　　　　　　　　　　　　　　　　　　　　　　┃
　　　　　　　　　　　　　　　　　　　　　　　　　　　　　　　　　　　　┃
　　　　　　　　　　　　　　　　　　　　　　　　　　　　　　　　　　　　┃平成17年1月16日
　　　　　　　　　　　　　　　　　　　　　　　　　　　　　　　　　　　　┃新設合併、新・今治市発足
　　　　　　　　　　　　　　　　　　　　　　　　　　　　　今治市━━━━╋━━今治市
　　　　　　　　　　　　　　　　　　　　　　　　　　　　　朝倉村━━━━┫
　　　　　　　　　　　　　　　　　　　　　　　　　　　　　玉川町━━━━┫
　　　　　　　　　　　　　　　　　　　　　　　　　　　　　波方町━━━━┫
　　　　　　　　　　　　　　　　　　　　　　　　　　　　　大西町━━━━┫
　　　　　　　　　　　　　　　　　　　　　　　　　　　　　菊間町━━━━┫
　　　　　　　　　　　　　　　　　　　　　　　　　　　　　伯方町━━━━┫
　　　　　　　　　　　　　　　　　　　　　　　　　　　　　上浦町━━━━┫
　　　　　　　　　　　　　　　　　　　　　　　　　　　　　大三島町━━━┫
　　　　　　　　　　　　　　　　　　　　　　　　　　　　　関前村━━━━┛
あ - 明治32年　分立
い - 昭和29年3月31日 大山村のうち早川・余所国の区域を宮窪町へ境界変更
う - 昭和30年8月1日 大字椋名のうち馬島が今治市へ編入

（注記）今治市以下の合併以前の系譜はそれぞれの市町村の記事を参照のこと。

```

## 産業
漁業
来島海峡に面し一本釣り漁が盛ん。
商業
椋名は漆器の行商で知られていた。
その他
津島は船員に就く者が多かった。

## 交通
鉄道は通っていない。

## 名所
- 来島海峡